# Tylophora indica
Tylophora indica là một loài thực vật có hoa trong họ La bố ma. Loài này được (Burm. f.) Merr. miêu tả khoa học đầu tiên năm 1921.

## Hình ảnh

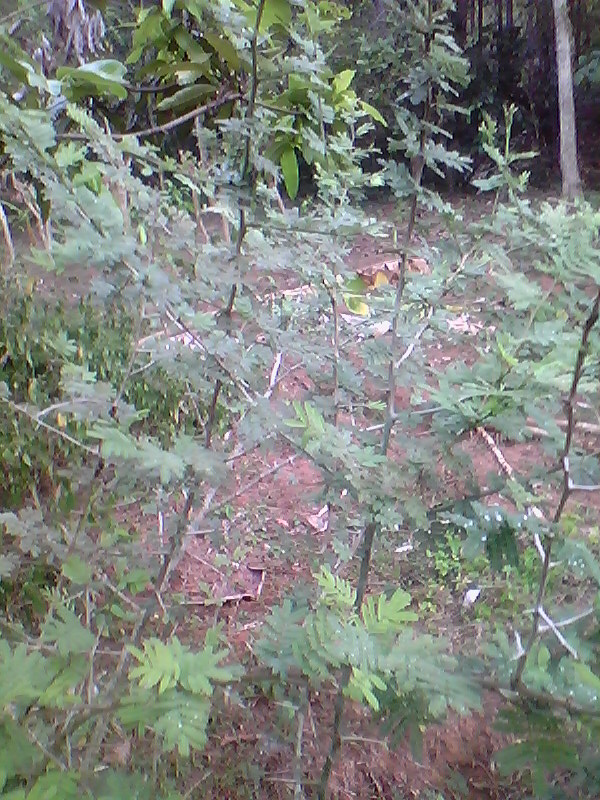